# Aculepeira ceropegia
Aculepeira ceropegia es una especie de araña de la familia Araneidae.

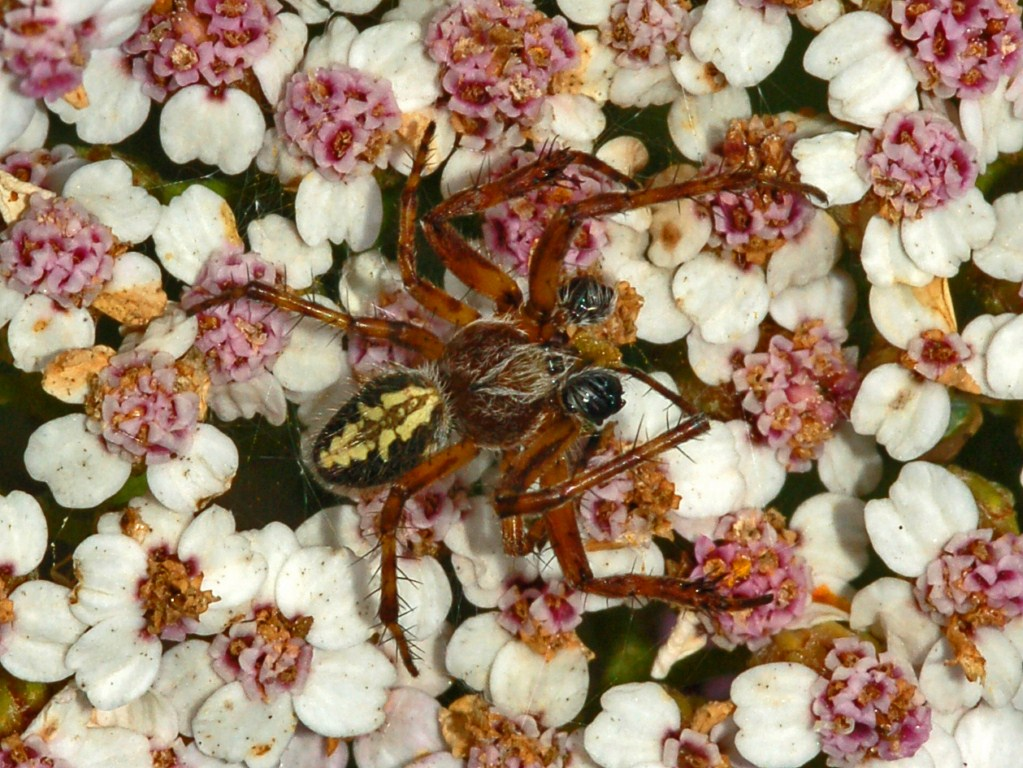
Aculepeira ceropegia, macho

## Localización y características
Esta especie de araña posee una distribución Holártica (zona situada por encima del Trópico de Cáncer).
Es fácil de identificar debido a que sobre su lomo tiene una marca en forma de una hoja de roble, las hembras miden entre 15 y 17 mm, los machos entre los 6 y 8 mm.